# Hermann Fliege
Hermann Fliege (* 9. September 1829, Stendal; † 8. November 1907 in Sankt Petersburg) war ein deutscher Komponist und Dirigent. 1882 wurde er zum Kapellmeister der 100-köpfigen Hofkapelle des russischen Zaren Alexanders III. ernannt und damit zum ersten Musikdirektor der späteren Sankt Petersburger Philharmoniker. Er hatte diesen Posten bis zu seinem Tod im Jahr 1907 inne.

## Werke
- Eine fromme Schwester (Oper)[4]
- Chinesische Serenade[1]
- Gavotte Circus Renz Op. 105,[5] auch erschienen unter dem Titel Gavotte Cheveralesque[6]